# 3,4-다이하이드록시페닐글리콜
3,4-다이하이드록시페닐글리콜(영어: 3,4-dihydroxyphenylglycol) 또는 다이하이드록시페닐에틸렌 글리콜(영어: dihydroxyphenylethylene glycol, DOPEG)은 노르에피네프린의 분해 과정에서의 대사산물이다.
|  |

## 같이 보기
- 노르에피네프린